# Onthophagus subcancer
Onthophagus subcancer är en skalbaggsart som beskrevs av Henry Fuller Howden 1973. Onthophagus subcancer ingår i släktet Onthophagus och familjen bladhorningar. Inga underarter finns listade i Catalogue of Life.